# Sequenz (Film)
Eine Sequenz beschreibt eine Gruppe aus aufeinanderfolgenden Filmeinstellungen, die grafisch, räumlich, zeitlich, thematisch, szenisch oder unter Aspekten der Personenkonstellation einander zugehörig sind und durch einen in sich abgeschlossenen filmischen Abschnitt eine Phase in der Entwicklung der Erzählung dokumentieren. Eine Sequenz grenzt sich von benachbarten Sequenzen üblicherweise durch Auf- und Abblenden, Establishing Shots oder musikalische Markierungen ab und ist eng mit der Szene verwandt.
Eine klare Definition der Sequenz lässt sich nur schwerlich finden. Nach Bordwell sind die Einheiten nicht absolut, sondern relativ zum Orts-, Zeit- und Handlungsgefüge eines Films zu betrachten. In einem Film mit einem Handlungszeitraum von wenigen Minuten und mit nur wenigen Ortswechseln ließen sich ähnlich viele Sequenzen ausmachen wie in einem  Film mit einer Handlungszeit von mehreren Jahren und vielen Ortswechseln. Abgrenzungssignale wie Überblendungen allein genügen nicht für eine sequentielle Gliederung, weil sie selbst bloße Einstellungen trennen. Die Einheit von Ort, Zeit, Handlung und Figurenkonstellation muss im Einzelfall bestimmt werden. Bei Rosenthal lassen sich mit der Konsistenz einer zentralen Idee, eines bestimmten Handlungsortes oder einer bestimmten Stimmung weitere Möglichkeiten der filmtheoretischen Gliederung in Sequenzen finden.
Für die Abgrenzung des Begriffs Sequenz ist insbesondere das Verhältnis zur Szene zu klären. Im frühen Film bezeichnete Szene eine Handlungsszene in einer Einstellung. Erst durch Anwendung des Filmschnitts differenzierten sich die Bezeichnungen Einstellung, Szene und Sequenz. Im Gegensatz zur Sequenz stellt die Szene einen Filmabschnitt dar, dessen Handlungsfragmente ausschließlich zeitlich oder räumlich eine Einheit bilden und meist als Folge von Einstellungen realisiert sind. Somit ist die Szene ebenfalls eine Sequenz, enthält jedoch keine zeitlichen Auslassungen. Die Begriffe lassen sich zudem unterschiedlichen Strukturen zuordnen: Während die Szene der Handlungsstruktur angehört, ist die Sequenz der kinematographischen Struktur zugehörig.